# Following
Following is een Britse lowbudget neo noir-thriller in zwart-wit van Christopher Nolan,  uitgebracht in 1998. Following was Nolans debuutfilm.

## Verhaal
Bill (de jonge man) is een jonge schrijver die uit nieuwsgierigheid op straat wildvreemden begint te volgen. Hij denkt zo inspiratie te vinden voor zijn volgend boek. Zijn onhandigheid in het schaduwen van deze onbekenden brengt hem in problemen wanneer een ervan, de inbreker en psychopaat Cobb, opmerkt dat hij gevolgd wordt en op zijn beurt de jongeman begint te volgen. Cobb onthult aan de jongeman dat hij een inbreker is en nodigt hem uit om hem te vergezellen op verschillende inbraken.

## Rolverdeling
- Jeremy Theobald: Bill
- Alex Haw: Cobb
- Lucy Russell: de blondine
- John Nolan: de politieagent
- Dick Bradsell: de kale man
- Gillian El-Kadi: de huisbazin
- Jennifer Angel: de serveerster
- Nicolas Carlotti: de barman
- Darren Ormandy: de boekhouder
- Guy Greenway: Heavy #1
- Tassos Stevens: Heavy #2
- Tristan Martin: man in de bar
- Rebecca James: vrouw in bar
- Paul Mason: vriend van de huisbazin
- David Bovill: echtgenoot van de huisbazin